# Nate Bjorkgren
Nate Bjorkgren, né le 20 juin 1975 à Storm Lake, dans l'Iowa, est un entraîneur américain de basket-ball. Il est entraîneur adjoint des Suns de Phoenix de 2015 à 2017 et des Raptors de Toronto de 2018 à 2020 où il remporte un titre NBA, au sein de l'équipe de Nick Nurse en 2019. Il prend son premier poste d’entraîneur principal lors de la saison 2020-2021 aux Pacers de l'Indiana. Il fait son retour aux Raptors de Toronto à la suite de son limogeage des Pacers de l'Indiana.

## Jeunesse
Bjorkgren commence à jouer au basket-ball au lycée, puis joue pour les Coyotes de l'université du Dakota du Sud en 1994. Après deux saisons avec les Coyotes, il demande sont transfert à l'université de Buena Vista (en) dans sa ville natale. Pendant ces deux dernières années, Bjorkgren aide Buena Vista à remporter le championnat de l’Iowa Intercollegiate Athletic Conference au cours de sa saison 1996-1997. C'est le tout premier titre de l’université depuis 1976. Il obtient son diplôme en sciences en 1998.

## Carrière d'entraîneur

### Au lycée
Quatre ans après avoir obtenu son diplôme, Bjorkgren déménage à Phoenix, en Arizona. C’est à ce moment qu’il a commence son travail d’entraîneur. De 2004 à 2007, Bjorkgren entraîne l'équipe lycéenne de Cactus Shadows High School, à Cave Creek, en Arizona. Au cours de chacune de ses trois saisons avec Cactus Shadows, il conduit les Falcons au Cactus 4A State Tournament. De plus, il est nommé entraîneur régional de l’année au cours des saisons 2005 et 2006 et entraîneur de l’année de l’Arizona State High School pour la saison 2006.

### Au niveau professionnel

#### NBA Development League
Bjorkgren est appelé en 2007 pour un rôle d’entraîneur adjoint, sous la direction de Nick Nurse, pour une nouvelle équipe de NBA D-League, l'Energy de l'Iowa. Au cours de sa dernière saison en tant qu’entraîneur adjoint de l’Energy, l’équipe remporte son tout premier titre de NBA D-League en 2011. Cela conduit les Wizards du Dakota à faire appel aux services de Bjorkgren en tant que nouvel entraîneur principal de l’équipe. Au cours de sa première saison, il entraîne l’équipe vers un bilan de 29-21, nette amélioration après avoir obtenu un bilan de 19-31 la saison précédente. Il perd néanmoins au premier tour des playoffs contre le Jam de Bakersfield. À la suite de cette saison, l'équipe change de nom pour les Warriors de Santa Cruz en raison d'un rattachement complet aux Warriors de Golden State. Lors de sa seconde saison comme entraîneur, l'équipe atteint la finale de la NBA D-League 2012, perdue contre les Vipers de Rio Grande Valley sur le score de 2-0 dans la série. À la suite de cette saison, Bjorkgren signe un nouveau contrat pour revenir à l'Energy de l'Iowa en tant qu'entraîneur principal. Au cours de sa seule saison là-bas, Bjorkgren améliore le bilan de l'Energy, qui passe de 14-36 à un bilan de 31-19, ce qui l’aide à se faire reconnaître par les recruteurs comme un potentiel entraîneur NBA un jour. Après avoir perdu contre les Vipers de Rio Grande Valley une fois de plus, Bjorkgren signe un nouveau contrat pour entraîner le Jam de Bakersfield. Au cours de sa seule saison au Jam, il améliore également l’équipe, réussissant à passer d’un bilan moyen de 24-26 à un bilan de 34-16. Néanmoins, le Jam s'incline en playoffs 2-1 contre les Spurs d'Austin au premier tour.

#### NBA
Le 30 juillet 2015, Bjorkgren est recruté en NBA en étant nommé entraîneur adjoint et coordonnateur principal du développement des joueurs pour les Suns de Phoenix, sous l’entraîneur Jeff Hornacek. Avant d’être officiellement embauché, il prend le rôle d’entraîneur pour l’équipe de Summer League des Suns en 2015, où il mène l’équipe à un bilan de 5-2, allant en finale contre les Spurs de San Antonio, finalement perdue. En raison d'un manque de résultats et de blessures, Jeff Hornacek est congédié le 1er février 2016. Bjorkgren est immédiatement considéré comme un candidat potentiel pour prendre la place d’entraîneur, avant que le poste ne soit finalement donné à Earl Watson. Même s’il connait l’une des pires saisons de l’histoire de la franchise, Bjorkgren continue l'aventure au sein de l'équipe technique d’Earl Watson. Il reprend encore une fois l'équipe de la NBA Summer League 2016 des Suns.
À l'issue de la seconde saison avec les Suns, Bjorkgren n'est pas retenu dans l'équipe technique de la franchise. En juillet 2018, Bjorkgren est annoncé comme l’un des nouveaux entraîneurs adjoints des Raptors de Toronto sous la direction du nouvel entraîneur Nick Nurse, avec qui il a travaillé avec l'Energy de l'Iowa de 2007 à 2011. Au cours de sa première saison avec Toronto, l'équipe atteint les Finales NBA 2019, où les Raptors remportent leur tout premier titre NBA. Il devient le premier entraîneur adjoint à gagner à la fois un titre en NBA et NBA D-League, gagnant à chaque fois sous Nick Nurse comme entraîneur principal.
Le 20 octobre 2020, les Pacers de l'Indiana embauchent Bjorkgren comme nouvel entraîneur principal, à la suite du départ de Nate McMillan. Il est limogé de son poste d'entraîneur en juin 2021.
À la suite de son renvoi, Nate Bjorkgren fait son retour chez les Raptors de Toronto en tant qu’adjoint de l'entraîneur Nick Nurse.

## Palmarès
- Champion NBA en tant qu'adjoint en 2019.
- Champion de la NBA D-League en tant qu'adjoint en 2011.

## Statistiques
| Équipe  | Année     | Saison régulière | Saison régulière | Saison régulière | Saison régulière        | Playoffs  | Playoffs | Playoffs | Playoffs        |
| Équipe  | Année     | Victoires        | Défaites         | %                | Classement              | Victoires | Défaites | %        | Résultat        |
| ------- | --------- | ---------------- | ---------------- | ---------------- | ----------------------- | --------- | -------- | -------- | --------------- |
| Indiana | 2020-2021 | 34               | 38               | 47,2             | 2e en division Centrale | -         | -        | -        | Pas de playoffs |
| Total   | Total     | 34               | 38               | 47,2             |                         | -         | -        | -        |                 |